# Látigo (instrumento musical)
El acial, arcial o látigo es un instrumento musical perteneciente al grupo de percusión, concretamente al de los idiófonos. Consta de dos láminas de madera unidas por una bisagra. Cuando estas dos láminas se entrechocan, producen un sonido similar al de un látigo, de ahí su nombre.
Hay dos tipos de látigos: 
- Los que constan de una bisagra en un extremo, por lo que solo tienen dos láminas de madera y unos pequeños salientes por donde agarra el percusionista las láminas o unas gomas que se sujetan a la mano hacia la mitad de las tablas y que permite entrechocarlas.

- Los que están formados por una lámina de madera más larga que la otra, que se unen mediante una bisagra que posee un muelle, lo que permite tocarlo con una sola mano.

El látigo se utiliza a menudo en bandas y orquestas, además de en el cine para realizar efectos sonoros.

## Uso del látigo en la música clásica
1. John Barnes Chance: Incantation y Danza
2. Modest Músorgski: Cuadros de una exposición (el látigo es usado por las orquestaciones de Maurice Ravel, Vladimir Jurowski y la versión Henk de Vlieger para percusión unida)
3. Gustav Mahler: Sinfonías n.º 5 y 6
4. John Coolidge Adams: Nixon in China (ópera)
5. Maurice Ravel: Concierto para piano en sol y L'heure espagnole (La hora española)
6. Dmitri Shostakóvich: Sinfonía n º 13, 14 y 15
7. Leroy Anderson: Navidad Standard "Sleigh Ride", donde el instrumento tiene la intención de imitar un látigo real sobre un caballo
8. George Gershwin: Concierto de Piano en Fa
9. Aaron Copland: Rodeo (Buckaroo Holiday)
10. William Walton: festín de Baltasar
11. Olivier Messiaen: Des Canyons aux etolies, San Francisco de Asís y Eclairs sur l'au-delà
12. Edgar Varèse: ionización
13. William Mathias: Vistas y Laudi En Arcadia
14. Alun Hoddinott: fioriture
15. Benjamin Britten: Guía de los jóvenes a la Orquesta, Fludde Noye's, Sinfonia da Requiem, San Nicolas (Britten) , Sinfonía de Primavera y Réquiem de Guerra
16. Michael Tippett: Año Nuevo (la ópera y la versión suite), The Knot Garden, Break The Ice, La Visión de San Agustín, Canciones para Dov y la suite Shires
17. Bernd Alois Zimmermann: Die Soldaten
18. Juan María Solare: Un ángel de fuego y hielo
19. Krzysztof Penderecki: Sinfonía n.º 1 (que comienza con nueve golpes del látigo entre varias pausas)
20. Alexander Vustin: Devil in Love
21. Daron Hagen: Luminoso Cejas
22. Huw Watkins: Concierto para piano
23. Thomas Adès: Living Toys y La tempestad
24. Adam Guettel: La Luz en la plaza (musical)
25. Frank Ticheli: Fortaleza
26. James MacMillan: El Sacrificio
27. Samuel Barber: Concierto para piano
28. Ramón Ramos: Llanto por una ausencia